# Partito Nazionale Liberale (Germania)

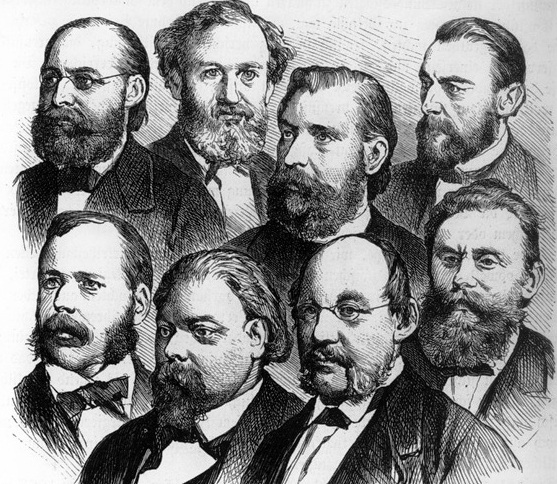
I politici di spicco del primo liberalismo nazionale in cima alla fila da sinistra a destra: Wilhelm Wehrenpfennig, Eduard Lasker, Heinrich von Treitschke, Johannes Miquel, fila in basso da sinistra a destra: Franz von Roggenbach, Karl Braun, Rudolf Gneist, Ludwig Bamberger

Il Partito Nazionale Liberale (tedesco: Nationalliberale Partei, NLP) è stato un partito liberale della Confederazione della Germania del Nord e dell'Impero Tedesco, nato tra il 1866-67 da una scissione della destra del Partito del Progresso Tedesco e assorbito dal Partito Popolare Tedesco nel 1918.

## Programma
I punti centrali del programma di partito furono l'unificazione nazionale, che fu raggiunta anche con l’aiuto di Otto von Bismarck, e l'istituzione di uno Stato di diritto costituzionale e parlamentare, oltre alla trasformazione dell'Impero di Germania in uno Stato industriale moderno.
Il Partito Nazionale Liberale rappresentò principalmente gli interessi della borghesia protestante nazionale e/o liberale, nonché la classe industriale medio-alta.

## Storia
Il Partito Nazionale Liberale nacque tra il 1866 ed il 1867 come scissione dal Partito del Progresso Tedesco, che sostituì rapidamente nei nuovi territori annessi alla Prussia come l'Hannover e l'Assia, oltre agli Stati extra-prussiani della neonata Confederazione della Germania del Nord.
Il Congresso degli economisti tedeschi a Braunschweig nell'agosto del 1866 partecipò alla costituzione del partito, ma la causa principale della scissione fu la legge sull'indennizzo di Bismarck. Dopo che parti considerevoli dell'opposizione liberale avevano insistito sul diritto di approvazione parlamentare della legge, infatti, i liberali che volevano concedere a Bismarck un'"indennità" per il suo governo senza una copertura adeguata costituirono, il 17 novembre 1866 alla Camera dei Rappresentanti prussiana, il "Gruppo del Partito Nazionale" inizialmente con 19 membri, tra cui Karl Twesten, Eduard Lasker e Friedrich Hammacher. Alla fine del febbraio 1867, più di 70 parlamentari del Reichstag della Germania del Nord si riunirono per formare il “gruppo del Partito Nazionale Liberale". Il 12 giugno 1867 fu adottato il programma ufficiale di formazione del partito.

### Dopo la creazione dell'Impero
Dopo la fondazione dell'Impero il Partito Nazional Liberale fu il gruppo più forte del Reichstag, con il 30,2% dei voti alle elezioni del 1871, e lo rimase fino al 1878.
Come nella Confederazione della Germania del Nord, i nazional liberali divennero un "partito quasi governativo" grazie alla collaborazione con Bismarck e furono corresponsabili dell'ampia attività legislativa nel primo Stato nazionale tedesco.
I nazional liberali erano considerati un partito di piccoli notabili che aveva la sua base nelle associazioni elettorali locali. Il lavoro principale fu svolto dal gruppo nel Reichstag. Una delle caratteristiche dell'organizzazione a livello nazionale è stata la collaborazione con gruppi di pressione come l'Associazione centrale degli industriali tedeschi dal 1880 e la nazionalistica ed imperialistica Alldeutschen Verband a partire dal 1890. Ciò portò all'influenza di questi gruppi sul lavoro politico del partito.
Bismarck si basò sul gruppo nazionale liberale nel Reichstag sia per la Kulturkampf, sia per l'introduzione delle leggi antisocialiste, ma non per la proroga del 1890, quando la maggioranza dei parlamentari votò a sfavore.
Il partito si disgregò tra il 1879 ed il 1880 a causa dell'introduzione di tariffe protettive da parte di Bismarck, che fu respinta dalla maggior parte dei nazional liberali: prima 15 membri della destra e più tardi 28 noti rappresentanti del centro e della sinistra lasciarono il gruppo costituendo l'Unione Liberale.
Nel 1884 il restante partito rivolse la sua attenzione, con il programma Heidelberg, a una politica di "fedeltà a Bismarck, strettamente nazionale, favorevole al bilancio e all' imperialismo" (Wehler). I conservatori erano sempre più strettamente associati a questa politica (cfr. Partito Conservatore Tedesco); culminata nella formazione dell'intesa dei partiti "di Stato" nel 1887 (cfr. il giorno del cartello, Kartellparteien).
I nazionali liberali subirono notevoli perdite di voti nelle quattro elezioni successive al Reichstag.

### Inizio del XX secolo
Dal 1901 in poi iniziò un approccio prudente nei confronti dei partiti della sinistra liberale (Partito Popolare Liberale-Associazione Liberale). L'unione in un grande partito liberale auspicato dai giovani del NLP fallì a causa della resistenza della leadership.
Dopo l'inizio del secolo, il partito modernizzò la sua struttura organizzativa, ma anche dopo la costituzione di una fitta rete locale, i nazional liberali furono ancora vincolati al favore delle associazioni, tra le quali si era aggiunta l’Associazione della Flotta Tedesca. Tuttavia, la potenza che in precedenza dominava il Reichstag perse sempre più la sua importanza e raggiunse solo il 13,6% dei voti nelle ultime elezioni del Reichstag nel 1912.

### Prima guerra mondiale
I Nazional Liberali sostennero l'atteggiamento aggressivo del governo in politica militare, navale e coloniale e durante la prima guerra mondiale appoggiarono la guerra sottomarina senza restrizioni e le annessioni di vasta portata.
Inizialmente il partito ricusò la risoluzione di pace del SPD, Zentrum e Partito Popolare Progressista. In seguito la sua sinistra si unì alla risoluzione, dopo che gli oppositori interni del partito si erano rafforzati a causa degli sviluppi negativi della guerra.
Dopo la rivoluzione di novembre del 1918 il Partito Nazionale Liberale crollò: la sua sinistra si unì al Partito Democratico Tedesco (DDP), alcuni rappresentanti della destra al Partito Popolare Nazionale Tedesco (DNVP). La maggioranza dei membri fondò, sotto la guida di Gustav Stresemanns, il Partito Popolare Tedesco (DVP), che partecipò spesso alla formazione del governo nel corso della Repubblica di Weimar.

## Principali esponenti
I principali rappresentanti dei nazional liberali furono Rudolf von Bennigsen, Johannes von Miquel, Ludwig Bamberger, Eduard Lasker, Friedrich Hammacher, Gustav Haarmann, Arthur Johnson Hobrecht, August Metz e Friedrich Oetker nel Granducato d'Assia e nella provincia prussiana d'Assia-Nassau, Karl Twesten e Hans Victor von Unruh, nel XIX secolo Ernst Bassermann, Robert Friedberg, Walter Lohmann e Gustav Stresemann fino allo scioglimento del partito.